# Helsingin Jalkapalloklubi (femminile)
L'Helsingin Jalkapalloklubi Naiset, noto anche come HJK, è una squadra di calcio femminile finlandese, sezione femminile dell'omonimo club. L'HJK è la squadra di calcio più titolata della Finlandia, avendo vinto, al 2024, per 25 volte il campionato nazionale alle quali si aggiungono le 18 Coppe di Finlandia.

## Storia
Dato il sempre maggiore interesse suscitato a livello internazionale dal calcio femminile, la Federazione calcistica della Finlandia (SPL/FBF) decise di istituire dal 1971 un campionato nazionale destinato a squadre femminili indicato come Naisten SM-sarja.
L'Helsingin Jalkapalloklubi fu tra le società che fondarono la propria sezione femminile nel 1971, aderendo all'iniziativa con una formazione che riuscì a superare le avversarie laureandosi campione di Finlandia al termine della stagione. Da allora l'HJK riuscì a conquistare 22 titoli, l'ultimo dei quali nel 2005, con la migliore serie positiva ottenuta tra il 1995 ed il 2001, imponendosi con un grande scarto sulle inseguitrici, pur non riuscendo che a raggiungere posizioni di rincalzo dal 2006.
Grazie ai risultati ottenuti in campionato, l'HJK guadagnò il diritto di partecipare alla prima edizione, la 2001-2002, della UEFA Women's Cup, torneo istituito dall'UEFA sul modello della Champions League maschile e destinata alle vincitrici dei rispettivi campionati nazionali. Nella prima edizione l'HJK raggiunse le semifinali dopo aver superato la fase a gironi e sconfitto il Trondheims-Ørn nei quarti di finale. In semifinale l'HJK affrontò l'Umeå IK, perdendo sia la gara di andata in trasferta per 2-1 sia la gara di ritorno in casa per 1-0, venendo eliminato dalla competizione. Il raggiungimento delle semifinali rappresentò il miglior risultato ottenuto nelle sue tre partecipazioni alla UEFA Women's Cup: nel 2002-2003 fu eliminato nei quarti di finale dall'1. FFC Francoforte e nel 2006-2007 non andò oltre la seconda fase a gironi.

## Calciatrici

### Calciatrici rappresentative
Il seguente elenco parziale include calciatrici che hanno in passato vestito la maglia del HJK e vantano convocazioni in una nazionale maggiore del loro paese: 
- Susanna Heikari
- Tuija Hyyrynen
- Laura Kalmari
- Annika Kukkonen
- Anne Mäkinen
- Pauliina Miettinen

- Essi Sainio
- Tiina Salmén
- Sanna Talonen
- Marieanne Spacey
- Louise Waller
- Maureen Jacobson

## Palmarès
- Campionato finlandese: 24

1971, 1972, 1973, 1974, 1975, 1979, 1980, 1981, 1984, 1986, 1987, 1988, 1991, 1992, 1995, 1996, 1997, 1998, 1999, 2000, 2001, 2005, 2019, 2024
- Coppa di Finlandia: 17

1981, 1984, 1985, 1986, 1991, 1992, 1993, 1998, 1999, 2000, 2002, 2006, 2007, 2008, 2010, 2017, 2019, 2024

### Altri piazzamenti
- UEFA Women's Cup:

Semifinalista: 2001-2002

## Statistiche

### Risultati nelle competizioni UEFA
| Stagione  | Competizione     | Fase                     | Avversario          | Risultato | Risultato | Risultato |
| Stagione  | Competizione     | Fase                     | Avversario          | andata    | ritorno   | aggregato |
| --------- | ---------------- | ------------------------ | ------------------- | --------- | --------- | --------- |
| 2001-2002 | UEFA Women's Cup | gironi di qualificazione | Torres              | 2-1       | 2-1       | 2-1       |
| 2001-2002 | UEFA Women's Cup | gironi di qualificazione | KÍ Klaksvík         | 4-0       | 4-0       | 4-0       |
| 2001-2002 | UEFA Women's Cup | gironi di qualificazione | Landhaus Wien       | 8-0       | 8-0       | 8-0       |
| 2001-2002 | UEFA Women's Cup | quarti di finale         | Trondheims-Ørn      | 1-2       | 2-0       | 3-2       |
| 2001-2002 | UEFA Women's Cup | semifinale               | Umeå IK             | 1-2       | 0-1       | 1-3       |
| 2002-2003 | UEFA Women's Cup | gironi di qualificazione | Wrocław             | 2-0       | 2-0       | 2-0       |
| 2002-2003 | UEFA Women's Cup | gironi di qualificazione | Bangor City         | 8-0       | 8-0       | 8-0       |
| 2002-2003 | UEFA Women's Cup | gironi di qualificazione | Sursee              | 0-0       | 0-0       | 0-0       |
| 2002-2003 | UEFA Women's Cup | quarti di finale         | 1. FFC Francoforte  | 0-2       | 0-10      | 0-12      |
| 2006-2007 | UEFA Women's Cup | gironi di qualificazione | Zuchwil             | 2-0       | 2-0       | 2-0       |
| 2006-2007 | UEFA Women's Cup | gironi di qualificazione | Wrocław             | 1-0       | 1-0       | 1-0       |
| 2006-2007 | UEFA Women's Cup | gironi di qualificazione | Skiponjat           | 7-0       | 7-0       | 7-0       |
| 2006-2007 | UEFA Women's Cup | primo turno              | Breiðablik          | 1-2       | 1-2       | 1-2       |
| 2006-2007 | UEFA Women's Cup | primo turno              | Universitet Vitebsk | 0-0       | 0-0       | 0-0       |
| 2006-2007 | UEFA Women's Cup | primo turno              | 1. FFC Francoforte  | 0-2       | 0-2       | 0-2       |

## Organico

### Rosa 2016
Rosa e numeri come da sito ufficiale.
| N. |                      | Ruolo | Calciatrice         |
| -- | -------------------- | ----- | ------------------- |
| 1  | Finlandia (bandiera) | P     | Minna Meriluoto     |
| 2  | Finlandia (bandiera) | D     | Ella Rinta-Filppula |
| 3  | Finlandia (bandiera) | D     | Juulia Grönlund     |
| 4  | Finlandia (bandiera) | D     | Alice Wiksten       |
| 5  | Finlandia (bandiera) | D     | Johanna Grönlund    |
| 6  | Finlandia (bandiera) | C     | Linda Ruutu         |
| 7  | Finlandia (bandiera) | C     | Amanda Rantanen     |
| 8  | Finlandia (bandiera) | C     | Anita Abu           |
| 9  | Finlandia (bandiera) | A     | Kaisa Collin        |
| 10 | Finlandia (bandiera) | A     | Anniina Sankoh      |
| 11 | Finlandia (bandiera) | D     | Ella Alakomi        |
| 12 | Finlandia (bandiera) | P     | Lotta Rosenström    |
| 13 | Finlandia (bandiera) | D     | Rebecca Kindstedt   |
| 14 | Finlandia (bandiera) | C     | Veera Viitikko      |

| N. |                      | Ruolo | Calciatrice       |
| -- | -------------------- | ----- | ----------------- |
| 15 | Finlandia (bandiera) | D     | Jessica Kannosto  |
| 16 | Finlandia (bandiera) | A     | Vilma Hakala      |
| 17 | Finlandia (bandiera) | P     | Sofia Manner      |
| 18 | Finlandia (bandiera) | D     | Linda Nieminen    |
| 19 | Finlandia (bandiera) | C     | Essi Sainio       |
| 20 | Finlandia (bandiera) | C     | Sanna Mäki        |
| 21 | Finlandia (bandiera) | D     | Katarina Naumanen |
| 23 | Finlandia (bandiera) | C     | Laura Hyvönen     |
| 25 | Finlandia (bandiera) | C     | Eveliina Summanen |
| 26 | Finlandia (bandiera) | A     | Moona Talka       |
| 27 | Finlandia (bandiera) | C     | Tessa Rinkinen    |
| 30 | Finlandia (bandiera) | P     | Vera Varis        |
| 97 | Finlandia (bandiera) | A     | Tia Hälinen       |

### Staff tecnico 2016
Staff tecnico come da sito ufficiale.
- Joonas Rantanen - Allenatore
- Markus Alopaues - Vice-allenatore
- Miia Pihamaa - Vice-allenatore
- Erik Alopaues - Allenatore dei portieri
- Timo Torniainen - Magazziniere
- Jari Mutikainen - Team Manager